# That Was Yesterday
That Was Yesterday è il secondo singolo estratto dall'album Agent Provocateur dei Foreigner nel 1985. Questa canzone è disponibile in quattro versioni: un singolo remixato, un remix esteso molto popolare (che presenta all'inizio del brano una parte di testo alterato), una versione orchestrale, e la versione originale contenuta nell'album.
Il brano è stato scritto da Lou Gramm e Mick Jones ed ha raggiunto il 12º posto della Billboard Hot 100, il quarto della Mainstream Rock Songs e il 24° della Hot Adult Contemporary Tracks negli Stati Uniti. Ha inoltre raggiunto la top 40 nelle classifiche di Regno Unito, Paesi Bassi, Svizzera e Germania.
Il video musicale della canzone è stato registrato al Birmingham Jefferson Civic Center di Birmingham, in Alabama.
Il critico Bret Adams di AllMusic ha definito la canzone come "un eccezionale singolo di successo", citando il suo "ritornello orecchiabile" e il suo "elegante tocco di sintetizzatori".

## Tracce
7" Single Atlantic 789 571-7
1. That Was Yesterday – 3:49
2. Two Differents Worlds – 4:32

12" Maxi Atlantic 786 898-0
1. That Was Yesterday (remix esteso) – 6:23
2. Two Differents Worlds – 4:32
3. That Was Yesterday (versione orchestrale) – 3:27

## Classifiche
| Classifica (1985)                | Posizione massima |
| -------------------------------- | ----------------- |
| Australia                        | 55                |
| Belgio (Fiandre)                 | 25                |
| Canada                           | 24                |
| Germania                         | 31                |
| Irlanda                          | 13                |
| Paesi Bassi                      | 19                |
| Regno Unito                      | 28                |
| Stati Uniti                      | 12                |
| Stati Uniti (mainstream rock)    | 4                 |
| Stati Uniti (adult contemporary) | 24                |
| Svizzera                         | 29                |